# Wszechukraińska Rada Kościołów i Organizacji Religijnych
Wszechukraińska Rada Kościołów i Organizacji Religijnych (ukr. Всеукраїнську Раду Церков і релігійних організацій) – organizacja zrzeszająca wspólnoty wyznaniowe funkcjonujące na terenie Ukrainy, założona w grudniu 1996 roku. Jej celem jest koordynacja dialogu międzykościelnego na Ukrainie, a także rozwój relacji pomiędzy wspólnotami wyznaniowymi a władzami państwowymi.

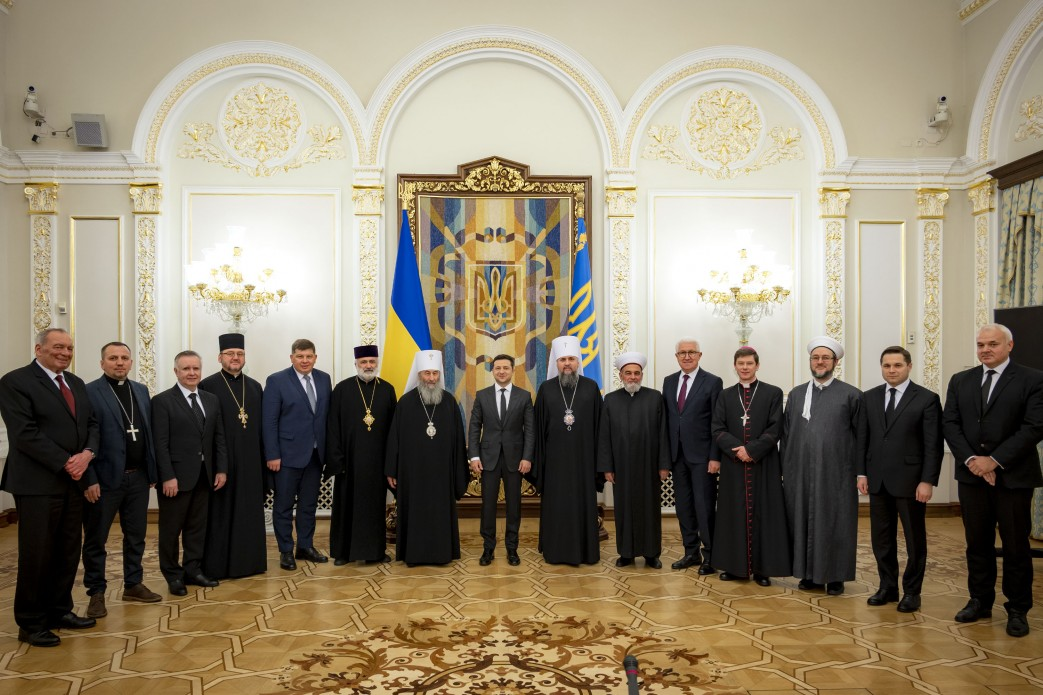
Członkowie Rady podczas spotkania z prezydentem Wołodymyrem Zelenskim 17 grudnia 2021 roku

## Wspólnoty wchodzące w skład Rady[2]
- Kościół Prawosławny Ukrainy
- Ukraiński Kościół Prawosławny Patriarchatu Moskiewskiego
- Kościół katolicki obrządku bizantyjsko-ukraińskiego (Ukraiński Kościół Greckokatolicki)
- Kościół rzymskokatolicki na Ukrainie
- Wszechukraiński Związek Stowarzyszeń Ewangelicznych Chrześcijan Baptystów
- Ukraiński Kościół Zielonoświątkowców
- Kościół Adwentystów Dnia Siódmego
- Ukraiński Kościół Ewangelicki
- Ukraiński Kościół Luterański
- Zakarpacki Kościół Reformowany
- Niemiecki Kościół Ewangelicko-Luterański Ukrainy
- diecezja ukraińska Apostolskiego Kościoła Ormiańskiego
- Stowarzyszenie Żydowskich Organizacji Ukrainy
- Administracja Religijna Muzułmanów Ukrainy
- Ukraińskie Towarzystwo Biblijne